# Academia Poloneză de Științe

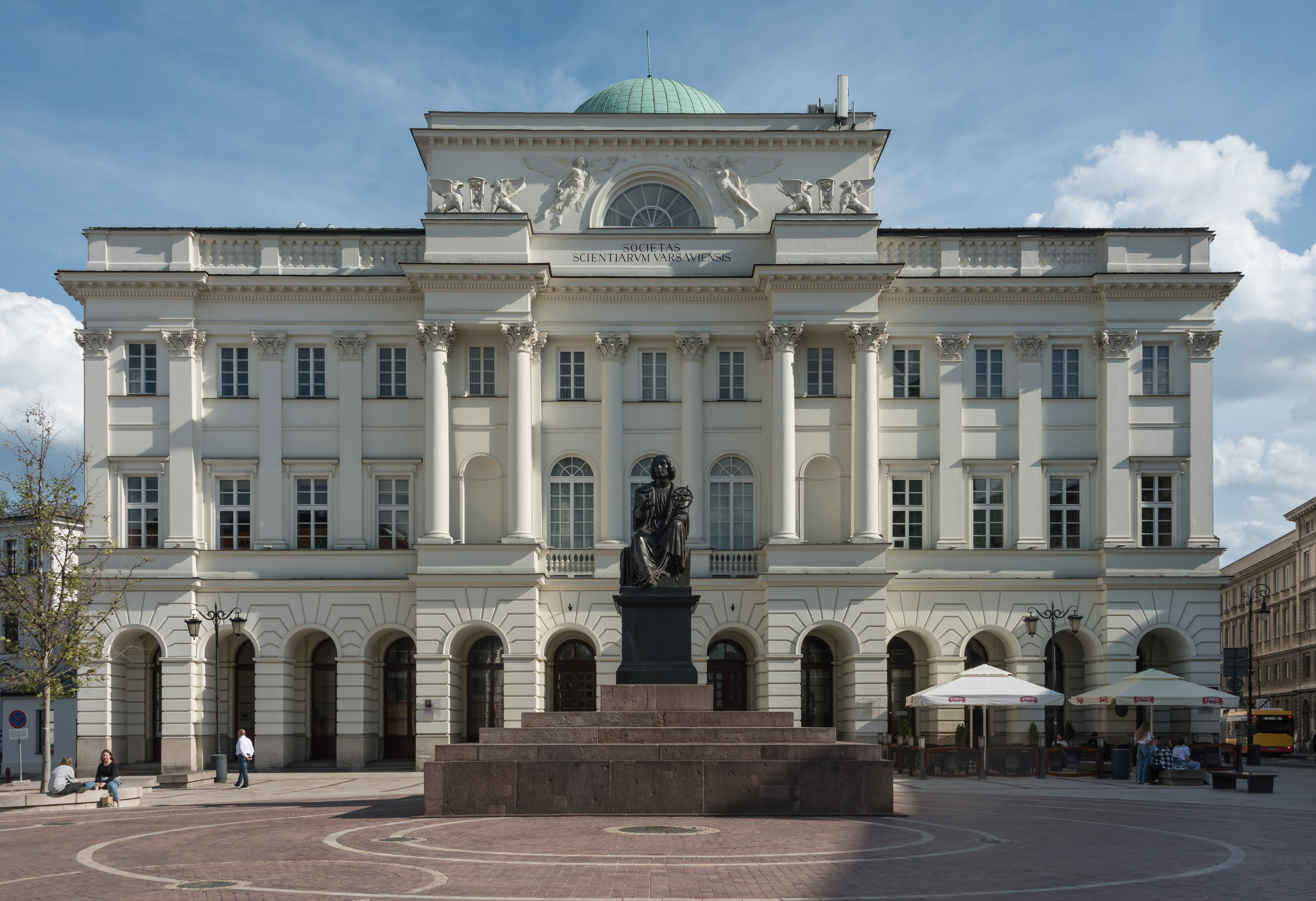
Palatul Staszic, sediul Academiei Poloneze de Științe, în centrul orașului Varșovia. În față este amplasată statuia lui Nicolaus Copernic, realizată de Bertel Thorvaldsen.

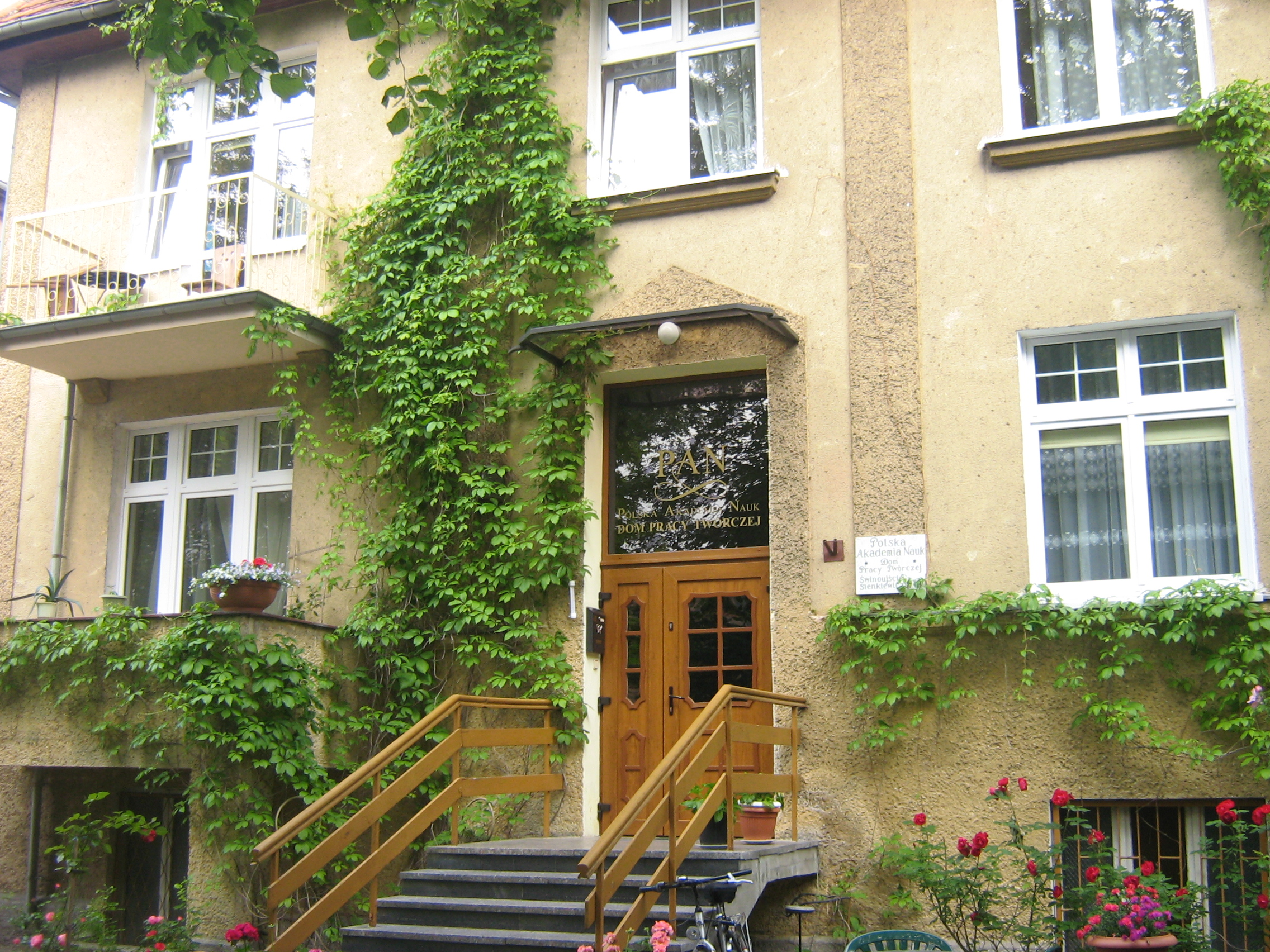
Casa Academiei Poloneze de Științe de muncă de creație din Swinoujscie.

Academia Poloneză de Științe (poloneză Polska Akademia Nauk — prescurtat APȘ poloneză PAN) - academia de științe a statului Polonia, este pe de o parte, după modelul Academiei Franceze de Științe, o instituție în care activează oamenii de știință polonezi remarcabili, iar pe de altă parte o rețea de institute științifice controlate de conducerea academiei, sarcina sa principală fiind de a efectua cercetări științifice la cel mai înalt nivel posibil.

## Istorie
Crearea Academiei Poloneze de Științe s-a decis la primul congres al științei poloneze (29 iunie - 2 iulie 1951). Această decizie este legată de desființarea Academiei Poloneze de Cunoștințe (poloneză Polska Akademia Umiejętności) și Societății Științifice din Varșovia (poloneză Towarzystwo Naukowe Warszawskie). A fost formată în conformitate cu statutul Academiei Poloneze de Științe de la 30 octombrie 1951, și sarcina politică a fost de a monitoriza mediul științific. La început a fost doar o uniune a oamenilor de știință, dar în anul 1960 a fost reformată în organizație centrală guvernamentală, responsabilă de știința din Polonia și controlarea rețelei institutelor de cercetare. În anul 1990 Academia Poloneză de Științe și-a pierdut statutul de organizație guvernamentală. Funcția de a controla știința la nivel guvernamental și-a asumat-o Comitetul cercetărilor științifice.

## Autorități
prof. Michał Kleiber - președinte

prof. Marek Chmielewski - vice-președinte

prof. Ryszard Górecki - vice-președinte

prof. Andrzej Górski - vice-președinte

prof. Mirosława Marody - vice-președinte

### Președinți
1. Jan Bohdan Dembowski (1952–1956)
2. Tadeusz Kotarbiński (1957–1962)
3. Janusz Groszkowski (1962–1971)
4. Włodzimierz Trzebiatowski (1971–1977)
5. Witold Nowacki (1977–1980)
6. Aleksander Gieysztor (1980–1983)
7. Jan Karol Kostrzewski (1984–1990)
8. Aleksander Gieysztor (1990–31 decembrie 1992)
9. Leszek Kuźnicki (1 ianuarie 1993 – 31 decembrie 1998)
10. Mirosław Mossakowski (1 ianuarie 1999 – 26 decembrie 2001)
11. Jerzy Kołodziejczak (16 ianuarie 2002 – 31 martie 2003)
12. Andrzej Legocki (1 aprilie 2003 – 31 decembrie 2006)
13. Michał Kleiber (od 1 ianuarie 2007)